# Заза Акхметели
Заза Акхметели е съвременен грузински художник.

## Биография
Роден на 14 юли 1972 година в Тбилиси. Учи в художествено училище „Ираклий Моисеевич Тоидзе“ в Тбилиси от 1984 до 1987 г.
Член на Клуба на младите рационализатори и изобретатели. Занимава се рационализации и изобретения – има патентовано устройство за двигателостроенето през 2006 г. Води занимания за деца по рисуване и електроника.
Създава нова техника за рисуване върху изсушени листа от растения.
Самостоятелна изложба в София – октомври 2016 г.